# Neocompsa longipilis
Neocompsa longipilis là một loài bọ cánh cứng trong họ Cerambycidae.